# A Game of Dwarves
A Game of Dwarves – komputerowa strategiczna gra czasu rzeczywistego z elementami symulacji zarządzania wyprodukowana przez Zeal Game Studio i wydana w 2012 roku przez Paradox Interactive. Tematem gry jest zarządzanie podziemną osadą krasnoludów. Wersja na platformę PlayStation 3 była w produkcji, ale została anulowana przed wydaniem.

## Odbiór gry
Gra otrzymała głównie mieszane i negatywne oceny krytyków, uzyskując według agregatora Metacritic średnią ocen wynoszącą 60/100 punktów oraz 64,75% według serwisu GameRankings. Recenzje gry krytykowały jakość produkcji, podnosząc, że gra jest nieudaną imitacją Dungeon Keeper. Jim Rossignol w serwisie Rock, Paper, Shotgun zarzucił, że jest „wyjątkowo paskudna”.